# Falsallophyton gardneri
Falsallophyton gardneri är en skalbaggsart som beskrevs av Pierre Lepesme 1953. Falsallophyton gardneri ingår i släktet Falsallophyton och familjen långhorningar.
Artens utbredningsområde är Kenya. Inga underarter finns listade i Catalogue of Life.